# Ronde van Lombardije 2021
De 115e editie van de wielerwedstrijd Ronde van Lombardije werd verreden op 9 oktober 2021. Het parcours telde 241 kilometers. De ronde maakte onderdeel uit van de UCI World Tour. De ‘koers van de vallende bladeren’ was de laatste grote race van het seizoen. De finish lag dit jaar in Bergamo. Titelverdediger was de Deen Jakob Fuglsang; hij werd opgevolgd door de Sloveen Tadej Pogačar.

## Deelnemende ploegen
Deze wedstrijd was onderdeel van de UCI World Tour. Naast de World Tour ploegen deden er nog zes Pro-Continentale ploegen mee.

## Uitslag
| Ronde van Lombardije 2021 |                    |                        |          |
| Plaats                    | Naam               | Ploeg                  | tijd     |
| Winnaar                   | Tadej Pogačar      | UAE Team Emirates      | 6u01'39" |
| 2                         | Fausto Masnada     | Deceuninck–Quick-Step  | z.t.     |
| 3                         | Adam Yates         | INEOS Grenadiers       | + 51"    |
| 4                         | Primož Roglič      | Team Jumbo-Visma       | z.t.     |
| 5                         | Alejandro Valverde | Movistar Team          | z.t.     |
| 6                         | Julian Alaphilippe | Deceuninck–Quick-Step  | z.t.     |
| 7                         | David Gaudu        | Groupama-FDJ           | z.t.     |
| 8                         | Romain Bardet      | Team DSM               | z.t.     |
| 9                         | Michael Woods      | Israel Start-Up Nation | z.t.     |
| 10                        | Sergio Higuita     | EF Education-Nippo     | + 2'25"  |
| 11                        | Nairo Quintana     | Arkéa Samsic           | z.t.     |
| 12                        | Attila Valter      | Groupama-FDJ           | z.t.     |
| 13                        | Vincenzo Nibali    | Trek-Segafredo         | z.t.     |
| 14                        | Jonas Vingegaard   | Team Jumbo-Visma       | z.t.     |
| 15                        | Lorenzo Fortunato  | EOLO-Kometa            | z.t.     |
| 16                        | Nelson Oliveira    | Movistar Team          | z.t.     |
| 17                        | Pavel Sivakov      | INEOS Grenadiers       | + 2'35"  |
| 18                        | Mikel Nieve        | Team BikeExchange      | + 2'49"  |
| 19                        | Remco Evenepoel    | Deceuninck–Quick-Step  | + 3'13"  |
| 20                        | Bauke Mollema      | Trek-Segafredo         | + 3'23"  |

1905 · 1906 · 1907 · 1908 · 1909 · 1910 · 1911 · 1912 · 1913 · 1914 · 1915 · 1916 · 1917 · 1918 · 1919 · 1920 · 1921 · 1922 · 1923 · 1924 · 1925 · 1926 · 1927 · 1928 · 1929 · 1930 · 1931 · 1932 · 1933 · 1934 · 1935 · 1936 · 1937 · 1938 · 1939 · 1940 · 1941 · 1942 · 1943 · 1944 · 1945 · 1946 · 1947 · 1948 · 1949 · 1950 · 1951 · 1952 · 1953 · 1954 · 1955 · 1956 · 1957 · 1958 · 1959 · 1960 · 1961 · 1962 · 1963 · 1964 · 1965 · 1966 · 1967 · 1968 · 1969 · 1970 · 1971 · 1972 · 1973 · 1974 · 1975 · 1976 · 1977 · 1978 · 1979 · 1980 · 1981 · 1982 · 1983 · 1984 · 1985 · 1986 · 1987 · 1988 · 1989 · 1990 · 1991 · 1992 · 1993 · 1994 · 1995 · 1996 · 1997 · 1998 · 1999 · 2000 · 2001 · 2002 · 2003 · 2004 · 2005 · 2006 · 2007 · 2008 · 2009 · 2010 · 2011 · 2012 · 2013 · 2014 · 2015 · 2016 · 2017 · 2018 · 2019 · 2020 · 2021 · 2022 · 2023 · 2024 · 2025
Ronde van de Verenigde Arabische Emiraten ·
Omloop Het Nieuwsblad ·
Strade Bianche ·
Parijs-Nice · 
Tirreno-Adriatico · 
Milaan-San Remo ·
Ronde van Catalonië ·
Driedaagse Brugge-De Panne ·
E3 Saxo Bank Classic ·
Gent-Wevelgem ·
Dwars door Vlaanderen ·
Ronde van Vlaanderen ·
Ronde van het Baskenland ·
Amstel Gold Race ·
Waalse Pijl ·
Luik-Bastenaken-Luik ·
Ronde van Romandië ·
Ronde van Italië ·
Critérium du Dauphiné ·
Ronde van Zwitserland ·
Ronde van Frankrijk ·
Clásica San Sebastián ·
Ronde van Polen ·
Bretagne Classic ·
Benelux Tour ·
Ronde van Spanje ·
Eschborn-Frankfurt ·
Parijs-Roubaix ·
Ronde van Lombardije
Afgelaste wedstrijden: Tour Down Under · Great Ocean Road Race · EuroEyes Cyclassics · GP van Quebec · GP van Montreal · Ronde van Guangxi